# Kim Min-jae (cầu thủ bóng đá)
Kim Min-jae (Hangul: 김민재; Romaja: gimminjae; Hán-Việt: Kim Mẫn Tái; sinh ngày 15 tháng 11 năm 1996) là một cầu thủ bóng đá chuyên nghiệp người Hàn Quốc hiện đang thi đấu ở vị trí trung vệ cho câu lạc bộ Bundesliga Bayern München và đội tuyển bóng đá quốc gia Hàn Quốc. Với biệt danh Quái thú, anh được đánh giá là một trong những trung vệ xuất sắc nhất thế giới trong thế hệ của mình nhờ lối chơi giàu thể lực, khả năng phòng ngự quyết liệt và khả năng đọc vị đối thủ tốt.

## Đầu đời
Kim sinh ra ở Tongyeong. Cả cha và mẹ của anh ấy đều là cựu vận động viên và anh trai của anh ấy cũng là cầu thủ bóng đá từng chơi ở vị trí thủ môn cho Đại học Myongji.
Kim bắt đầu sự nghiệp bóng đá trẻ của mình với câu lạc bộ bóng đá của trường tiểu học Tongyeong. Sau đó, anh chuyển đến Trường tiểu học Gaya ở Haman và tốt nghiệp tại đó. Anh vào trường trung học Yeoncho và Trường trung học kỹ thuật Suwon nơi đã sản sinh ra nhiều cầu thủ bóng đá quốc tế như Park Ji-sung.
Sau khi anh tốt nghiệp trung học vào năm 2015, anh đã tiếp tục tại Đại học Yonsei. Vào tháng 7 năm 2016, khi đang là sinh viên năm thứ hai, anh đã bỏ học để thực hiện ước mơ ra mắt chuyên nghiệp của mình, mặc dù Đại học Yonsei đã cố gắng ngăn cản anh.

## Sự nghiệp câu lạc bộ

### Gyeongju KHNP
Vào ngày 1 tháng 7 năm 2016, Kim gia nhập câu lạc bộ bán chuyên Gyeongju KHNP và tham gia Giải vô địch quốc gia Hàn Quốc từ giữa mùa giải 2016. Kim đã thi đấu trong 15 trận cho KHNP cho đến cuối mùa giải thông thường, giúp đội của anh ta giành vé vào vòng play-off.
Kim đã tham gia trận tứ kết của vòng play-off vào ngày 2 tháng 11 và chơi trong 78 phút, giúp đội của anh giành chiến thắng 2-0 trước Changwon City. Tuy nhiên, vào ngày 5 tháng 11, anh không thể giúp KHNP tiến vào trận chung kết dù đã thi đấu toàn trận trong trận bán kết với Hyundai Mipo Dockyard.

### Jeonbuk Hyundai Motors
Vào ngày 22 tháng 12 năm 2016, Kim gia nhập câu lạc bộ K League Jeonbuk Hyundai Motors theo dạng chuyển nhượng tự do. Huấn luyện viên Jeonbuk Choi Kang-hee đã bày tỏ sự kỳ vọng của mình về anh trong các trại huấn luyện trước mùa giải ở Dubai, và sử dụng anh như một cầu thủ quan trọng ngay từ đầu.
Kim đã có bàn thắng đầu tiên trong sự nghiệp của mình trong trận đấu tại K League 1 trước Daegu FC vào ngày 25 tháng 6 năm 2017. Anh ghi bàn thắng thứ hai cho Jeonbuk trước Gwangju FC bằng một cú vô lê tầm trung vào ngày 19 tháng 8. Anh ta bị loại khỏi trận đấu với Sangju Sangmu vì cảnh cáo tích lũy vào ngày 20 tháng 9. Vào ngày 15 tháng 10, hóa ra Kim bị chấn thương van bán nguyệt và vì lý do này, Kim phải phẫu thuật ở Nhật Bản, không thể thi đấu các trận còn lại của mùa giải. Với màn trình diễn của mình, anh ấy đã được vinh danh là Cầu thủ trẻ xuất sắc nhất năm của K League và được đề cử cho một phần của K League Best XI, mặc dù anh ấy đã nhận chín thẻ vàng và một thẻ đỏ trong 29 lần ra sân.
Kim có trận ra mắt AFC Champions League đầu tiên trong chiến thắng 3–2 trước Kashiwa Reysol vào ngày 13 tháng 2 năm 2018. Kim đã ghi bàn thắng đầu tiên của mình tại mùa giải 2018 bằng một cú đánh đầu cũng như thể hiện khả năng phòng ngự chắc chắn trong trận đấu tại K League 1 với FC Seoul vào ngày 18 tháng 3, và được vinh danh là MVP của tuần. Sau đó, anh dẫn dắt hàng thủ của Jeonbuk giữ sạch lưới 6 trận liên tiếp. Tuy nhiên, thật không may, Kim đã bị chấn thương xương mác trong trận đấu với Daegu FC vào ngày 2 tháng 5, vắng mặt tại FIFA World Cup 2018.

### Bắc Kinh Quốc An
Vào ngày 29 tháng 1 năm 2019, Kim chuyển đến Bắc Kinh Quốc An. Với màn trình diễn phòng ngự ấn tượng của mình, Kim tiếp tục đóng vai trò không thể thiếu trong thành tích về nhì của Bắc Kinh trong mùa giải CSL 2019.
Vào tháng 5 năm 2020, Kim gây tranh cãi khi bày tỏ sự không hài lòng về phương pháp thi đấu của các đồng đội Bắc Kinh trên kênh YouTube do một nhà bình luận bóng đá Hàn Quốc điều hành, sau đám cưới của anh ở Hàn Quốc. Đồng thời, anh nhận được sự quan tâm đặc biệt từ nhiều câu lạc bộ châu Âu, và huấn luyện viên Tottenham Hotspur José Mourinho đã cố gắng chiêu mộ anh. Tuy nhiên, Tottenham không muốn trả hơn 5 triệu euro cho Kim và họ đã thất bại trong việc đàm phán với Bắc Kinh, nơi yêu cầu 10 triệu euro.

### Fenerbahçe
Kim chuyển đến Fenerbahçe vào ngày 16 tháng 8 năm 2021 với mức phí chuyển nhượng 3 triệu euro và ký hợp đồng 4 năm.
Kim là hậu vệ của Fenerbahçe và anh đã có nhiều thành tích đáng chú ý trong mùa giải 2021–22. Trong trận đầu tiên cho Fenerbahçe trước Antalyaspor vào ngày 22 tháng 8, Kim đã giành được giành được nhiều pha tắc bóng nhất trong số các hậu vệ của đội. Sau đó hai ngày, anh ra sân trong trận đấu bảng D UEFA Europa League với Eintracht Frankfurt vào ngày 16 tháng 9. Tuy nhiên, Kim đã nhận thẻ đỏ đầu tiên ở Süper Lig trước Trabzonspor vào ngày 17 tháng 10 và sau đó anh nói: "Đây là lần đầu tiên trong 5 năm chơi bóng ở cấp độ cao nhất mà tôi đã có trải nghiệm như vậy ở Thổ Nhĩ Kỳ."Kim đã góp công giúp Fenerbahçe giành chiến thắng 2–1 trong trận Derby Liên lục địa vào ngày 21 tháng 11 bằng cách thực hiện nhiều đường chuyền và chặn bóng nhất trong đội. Anh được người hâm mộ Fenerbahçe bình chọn là cầu thủ xuất sắc nhất trong trận đấu đó với 76,3% phiếu bầu. Kim cũng ghi bàn thắng đầu tiên cho Fenerbahçe trước Konyaspor vào ngày 20 tháng 3 năm 2022.
Cuối mùa giải 2021–22, Kim đã được chọn vào Đội hình xuất sắc nhất của Süper Lig bởi Trung tâm Nghiên cứu Thể thao Quốc tế (CIES), FIFA 22 và Opta Sports.

### Napoli
Vào ngày 27 tháng 7 năm 2022, Kim ký hợp đồng với câu lạc bộ Serie A Napoli với mức phí được báo cáo là 18 triệu euro, để thay thế cho Kalidou Koulibaly, người đã rời đi để gia nhập Chelsea. Vào ngày 21 tháng 8, anh ghi bàn thắng đầu tiên cho Napoli từ một cú đánh đầu ở phút bù giờ trong chiến thắng 4–0 trước Monza.
Trong tháng thứ hai ở Ý, anh ấy được vinh danh là Cầu thủ xuất sắc nhất tháng của Serie A vào tháng 9 năm 2022. Trong mùa giải đầu tiên chơi cho Napoli, Kim là một phần không thể thiếu trong chiến thắng của Napoli để giành chức vô địch Serie A thứ ba trong mùa giải 2022–23, mùa giải đầu tiên sau gần ba thập kỷ, được vinh danh là Hậu vệ xuất sắc nhất Serie A của mùa giải.

### Bayern Munich
Vào ngày 18 tháng 7 năm 2023, câu lạc bộ Bundesliga Bayern Munich thông báo rằng họ đã ký hợp đồng với Kim có thời hạn đến ngày 30 tháng 6 năm 2028. Theo báo cáo, Bayern đã kích hoạt điều khoản giải phóng trong hợp đồng của Kim với Napoli bằng cách trả 50 triệu euro, và vì vậy Kim đã trở thành cầu thủ bóng đá châu Á đắt giá nhất trong lịch sử khi vượt qua Shoya Nakajima với phí chuyển nhượng là 35 triệu euro. Anh ấy là cầu thủ Hàn Quốc thứ hai ký hợp đồng với câu lạc bộ, người đầu tiên là Jeong Woo-yeong.

## Sự nghiệp quốc tế
Vào ngày 14 tháng 8 năm 2017, Kim có tên trong đội hình của Hàn Quốc trong hai trận gần nhất vòng loại FIFA World Cup 2018 gặp Iran và Uzbekistan. Trong trận đấu vòng loại với Iran vào ngày 31 tháng 8 năm 2017, Kim đã có trận ra mắt quốc tế với tư cách là người đá chính và góp phần đuổi cầu thủ Iran Saeid Ezatolahi cũng như thể hiện khả năng phòng ngự tuyệt vời trong 84 phút. Vào ngày 5 tháng 9, Kim thi đấu với tư cách cầu thủ toàn thời gian trước Uzbekistan, giúp Hàn Quốc giữ sạch lưới thêm 1 trận. Sau những trận đấu này, Hàn Quốc đã vượt qua vòng loại đến kỳ FIFA World Cup thứ chín liên tiếp. Nhưng anh ấy bị chấn thương vào ngày 8 tháng 5 năm 2018 và không thể tham gia FIFA World Cup 2018.
Vào ngày 1 tháng 9 năm 2018, Hàn Quốc đã đánh bại Nhật Bản 2–1 trong trận tranh huy chương vàng của Á vận hội 2018. Kết quả của chiến thắng này, Kim và các đồng đội của mình được miễn nghĩa vụ quân sự, giảm hai năm nghĩa vụ quân sự xuống chỉ còn vài tuần huấn luyện cơ bản, mà sau đó anh đã thực hiện vào mùa hè năm 2023.
Vào ngày 12 tháng 11 năm 2022, Kim có tên trong đội tuyển Hàn Quốc tham dự FIFA World Cup 2022, nơi anh ấy chơi ở hai trong số vòng bảng với Uruguay và Ghana, cũng như trận đấu vòng 16 đội với Brasil.

## Phong cách thi đấu
Là một trung vệ, Kim có những chỉ số thể chất tuyệt vời, đặc biệt là sức mạnh, tốc độ và sự linh hoạt. Kim có khả năng dự đoán tốt trong phòng thủ, và thường có thể bắt đầu và kết thúc lượt chơi khi đội tiến lên. Độ chính xác của đường chuyền dài cho phép anh đánh bóng ngay lập tức sau khi cướp bóng để hoàn thành một pha phản công nhanh, đồng thời khả năng không chiến và chọn vị trí tuyệt vời cho phép anh ấy thực hiện các pha đánh đầu để phá vỡ các đợt tấn công của đối phương và bắt đầu các pha tấn công.

## Đời tư
Vào tháng 1 năm 2021, Kim được bổ nhiệm làm đại sứ cho Quỹ Purme. Anh quyết định đóng góp vào việc phục hồi chức năng cho trẻ em khuyết tật và sự độc lập của những người trẻ khuyết tật, đồng thời quyên góp 50 triệu Won.

## Thống kê sự nghiệp

### Câu lạc bộ
Tính đến 16 tháng 8 năm 2025
| Câu lạc bộ             | Mùa giải            | Giải đấu              | Giải đấu | Giải đấu | Cúp quốc gia | Cúp quốc gia | Châu lục | Châu lục | Khác | Khác | Tổng cộng | Tổng cộng |
| Câu lạc bộ             | Mùa giải            | Hạng đấu              | Trận     | Bàn      | Trận         | Bàn          | Trận     | Bàn      | Trận | Bàn  | Trận      | Bàn       |
| ---------------------- | ------------------- | --------------------- | -------- | -------- | ------------ | ------------ | -------- | -------- | ---- | ---- | --------- | --------- |
| Gyeongju KHNP          | 2016                | Korea National League | 17       | 0        | 0            | 0            | —        | —        | —    | —    | 17        | 0         |
| Jeonbuk Hyundai Motors | 2017                | K League 1            | 29       | 2        | 1            | 0            | —        | —        | —    | —    | 30        | 2         |
| Jeonbuk Hyundai Motors | 2018                | K League 1            | 23       | 1        | 1            | 0            | 6        | 0        | —    | —    | 30        | 1         |
| Jeonbuk Hyundai Motors | Tổng cộng           | Tổng cộng             | 52       | 3        | 2            | 0            | 6        | 0        | —    | —    | 60        | 3         |
| Bắc Kinh Quốc An       | 2019                | Chinese Super League  | 26       | 0        | 2            | 0            | 6        | 0        | —    | —    | 34        | 0         |
| Bắc Kinh Quốc An       | 2020                | Chinese Super League  | 17       | 0        | 0            | 0            | 6        | 0        | —    | —    | 23        | 0         |
| Bắc Kinh Quốc An       | 2021                | Chinese Super League  | 2        | 0        | 0            | 0            | 0        | 0        | —    | —    | 2         | 0         |
| Bắc Kinh Quốc An       | Tổng cộng           | Tổng cộng             | 45       | 0        | 2            | 0            | 12       | 0        | —    | —    | 59        | 0         |
| Fenerbahçe             | 2021–22             | Süper Lig             | 31       | 1        | 1            | 0            | 8        | 0        | —    | —    | 40        | 1         |
| Napoli                 | 2022–23             | Serie A               | 35       | 2        | 1            | 0            | 9        | 0        | —    | —    | 45        | 2         |
| Bayern Munich          | 2023–24             | Bundesliga            | 25       | 1        | 1            | 0            | 9        | 0        | 1    | 0    | 36        | 1         |
| Bayern Munich          | 2024–25             | Bundesliga            | 27       | 2        | 3            | 0            | 13       | 1        | 0    | 0    | 43        | 3         |
| Bayern Munich          | 2025–26             | Bundesliga            | 0        | 0        | 0            | 0            | 0        | 0        | 1    | 0    | 1         | 0         |
| Bayern Munich          | Tổng cộng           | Tổng cộng             | 52       | 3        | 4            | 0            | 22       | 1        | 2    | 0    | 80        | 4         |
| Tổng cộng sự nghiệp    | Tổng cộng sự nghiệp | Tổng cộng sự nghiệp   | 232      | 9        | 10           | 0            | 57       | 1        | 2    | 0    | 301       | 10        |

1. ↑  Bao gồm Korean FA Cup, Chinese FA Cup, Turkish Cup, Coppa Italia, DFB-Pokal
2. 1 2 3  Số lần ra sân tại AFC Champions League
3. ↑  Sáu lần ra sân tại UEFA Europa League, hai lần ra sân tại UEFA Europa Conference League
4. 1 2 3  Số lần ra sân tại UEFA Champions League
5. ↑  Ra sân tại DFL-Supercup
6. ↑  Ra sân tại Franz Beckenbauer Supercup

### Quốc tế
Tính đến 19 tháng 11 năm 2024
| Đội tuyển quốc gia | Năm       | Trận | Bàn |
| ------------------ | --------- | ---- | --- |
| Hàn Quốc           | 2017      | 2    | 0   |
| Hàn Quốc           | 2018      | 10   | 0   |
| Hàn Quốc           | 2019      | 18   | 3   |
| Hàn Quốc           | 2021      | 8    | 0   |
| Hàn Quốc           | 2022      | 9    | 0   |
| Hàn Quốc           | 2023      | 8    | 1   |
| Hàn Quốc           | 2023      | 14   | 0   |
| Tổng cộng          | Tổng cộng | 69   | 4   |

Tính đến ngày 15 tháng 12 năm 2019
Tỷ số và kết quả liệt kê số bàn thắng của Hàn Quốc trước tiên, cột bàn thắng cho biết tỷ số sau mỗi bàn thắng của Kim.
| # | Ngày                 | Địa điểm                                       | Đối thủ    | Bàn thắng | Kết quả | Giải đấu       |
| - | -------------------- | ---------------------------------------------- | ---------- | --------- | ------- | -------------- |
| 1 | 11 tháng 1 năm 2019  | Sân vận động Hazza bin Zayed, Al Ain, UAE      | Kyrgyzstan | 1–0       | 1–0     | Asian Cup 2019 |
| 2 | 16 tháng 1 năm 2019  | Sân vận động Al Nahyan, Abu Dhabi, UAE         | Trung Quốc | 2–0       | 2–0     | Asian Cup 2019 |
| 3 | 15 tháng 12 năm 2019 | Sân vận động Busan Asiad Main, Busan, Hàn Quốc | Trung Quốc | 1–0       | 1–0     | EAFF Cup 2019  |
| 4 | 17 tháng 10 năm 2023 | Sân vận động World Cup Suwon, Suwon, Hàn Quốc  | Việt Nam   | 1–0       | 6–0     | Giao hữu       |

## Danh hiệu

### Câu lạc bộ
Jeonbuk Hyundai Motors
- K League 1: 2017, 2018

Napoli
- Serie A: 2022–23[64]

Bayern Munich
- Bundesliga: 2024–25[65]
- Franz Beckenbauer Supercup: 2025[66]

### Quốc tế
U-23 Hàn Quốc
- Đại hội thể thao châu Á: 2018

Hàn Quốc
- Cúp bóng đá Đông Á: 2019

### Cá nhân
- Cầu thủ trẻ xuất sắc nhất K League: 2017[67]
- K League 1 Best XI: 2017, 2018[68][69]
- Đội hình tham dự AFC Asian Cup: 2019[70]
- Hậu vệ xuất sắc nhất giải vô địch bóng đá Đông Á: 2019[71]